# František Chaloupka (skladatel)
František Chaloupka (* 30. března 1981 Frýdek-Místek) je český hudební skladatel, kytarista, zpěvák, organizátor a vedoucí souboru Dunami Ensemble. Působí jako ředitel Kytarového institutu v Brně a skladatel na volné noze. Též vystupuje pod pseudonymem Iszek Baraque.
František Chaloupka patří mezi představitele střední generace současných českých skladatelů. V jeho tvorbě dochází k syntéze různých hudebně-inspiračních (minimalismus, aleatorika, neartificiální hudba) i intelektuálních zdrojů, hudba je vždy konceptuálně zakotvena nebo sleduje racionální organizační princip. Autor je známý svým zájmem o grafické partitury a improvizovanou hudbu. Jeho skladby provedly domácí, evropské i zámořské ansámbly jako Janáčkova filharmonie Ostrava, Orchestr BERG, Trio Accanto, VENI Ensemble, Ensemble Modern, či New Century Players. Domovským ansámblem je soubor Dunami Ensemble, jehož je zakladatelem a uměleckým vedoucím.

## Život
František Chaloupka se narodil v roce 1981 do rodiny provozující zábavní atrakce. Od raného dětství projevoval zájem o hudbu, ve 13 letech začal hrát na kytaru a poté založil první kapelu. Zlom v zájmu o klasickou hudbu přišel po vyslechnutí Stravinského Svěcení jara. Chaloupka se nejprve vyučil v oboru kuchař-číšník a v roce 2000 nastoupil na Janáčkovu konzervatoř v Ostravě. Zde roku 2004 odmaturoval v oborech operní zpěv a kompozice, za současného ocenění své absolventské skladby. V témže roce byl přijat na obor kompozice na Hudební fakultu Janáčkovy akademie múzických umění (JAMU) v Brně.
Na JAMU nastoupil František Chaloupka do třídy Martina Smolky a zde v letech 2004–2009 vystudoval bakalářské (absolventská orchestrální skladba An Ancient Calligraphy; 2007) a navazující magisterské studium kompozice (skladba pro orchestr Naklonit si nebesa; 2009). V roce 2004 a 2005 se zúčastnil Mezinárodních kurzů pro skladatele a perkusionisty v Trstěnicích. Během studií se rovněž dvakrát (2005, 2007) stal stipendistou letního institutu Ostravské dny nové hudby, kde byly provedeny jeho skladby. V letech 2007 a 2012 se stal také stipendistou Nadace Český hudební fond. Po magisterském studiu pokračoval v doktorském studijním programu na JAMU v oboru Kompozice a teorie kompozice u školitele Martina Smolky. Studium doplnil mnohačetnými domácími i zahraničními aktivitami a přípravou několika samostatných hudebních projektů. V roce 2014 pak prezentoval skladby na Mezinárodních kurzech pro skladatele a perkusionisty v Trstěnicích. Doktorské studium v roce 2014 zakončil obhajobou disertační práce Teorie a praxe současných hudebních ansámblů s vlivy autorských osobností. V témže roce se autor oženil, jeho manželkou je zakladatelka a umělecká vedoucí brněnské baletní školy.
Autor již od dob raných studií udržuje kontakt s mezinárodní hudební scénou – v roce 2006 absolvoval stáž na Královské konzervatoři v Haagu u Louise Andriessena, Clarence Barlowa, Martijna Paddinga a Richarda Ayresa. V květnu 2011 se ve Frankfurtu nad Mohanem účastnil projektu Where from? Where to? – Myths. Nation. Identities pořádaného německým souborem Ensemble Modern (dir. Peter Eötvös). V akademickém roce 2011–2012 působil na Akademii umění v Bánské Bystrici jako lektor teorie kompozice a instrumentace. V roce 2012 na to navázal pobytem na vídeňské Universität für Musik und darstellende Kunst. V roce 2014 absolvoval stáž na California Institute Of The Arts v Los Angeles, kde studoval pod vedením Davida Rosenbooma.

## Organizátor a interpret
Chaloupka je činný i jako organizátor hudebního života a interpret. V letech 2006–2012 vystupoval s kapelou Koistinen pod pseudonymem Iszek Baraque, kde působil jako kytarista, zpěvák a autor písní a textů (dalšími členy byli skladatelé Edgar Mojdl, Vojtěch Dlask a perkusista Vladimír Třebický). V roce 2011 založil soubor Dunami Ensemble, který je zaměřený na uvádění děl současných autorů, svých členů i improvizacemi (obsazení je proměnlivé kolem základních členů: Lucie Páchová – vokál, saxofon, Lucie Vítková – vokál, akordeon, klavír, Radim Hanousek – soprán saxofon, baryton saxofon, Pavel Zlámal – klarinet, tenor saxofon, Edgar Mojdl – flétny, perkuse, klávesové nástroje, baskytara). Se souborem vystoupil František Chaloupka např. na ostravském festivalu NODO New Opera Day, kde provedl svou kompozici, komorní operu Eva a Lilith. V roce 2014 založil v Brně Kytarový institut, který vede a pedagogicky zde působí do současnosti. Vedle svých skladatelských projektů se František Chaloupka angažuje i v oblasti neartificiální hudby, má za sebou sólová vystoupení jako zpěvák a kytarista.

## Kompoziční styl
Chaloupkův hudební jazyk je charakteristický nápaditou barevností, originální instrumentací (často spojuje nástroje klasického instrumentáře s rozličnými perkusemi, či elektrickou kytarou, a to i na úrovni orchestru), specifickým zvukovým světem použitých intervalů i jemnou akordikou, v kontrastu k často tezovité a široké sazbě. Hudební vyjadřování je osobité a podle poslechu identifikovatelné. Forma a inspirační záhlaví skladeb bývá často podepřeno konceptem, který má důsledky i pro architekturu díla. Autor často pracuje na bázi variačního principu, příznačná je organizace v blocích. Zde autor vychází z minimalismu, který osobitě přetváří. Proti celku mívá specifickou roli sólista (často el. kytara, případně vokál), který z blokové faktury promyšleně vystupuje, či dění komentuje. Zde se patrně uplatňuje vliv autorovy písňové tvorby.
S barvou autor pracuje na úrovni harmonického a melodického elementu, uvažuje i její dopady na hudební čas (skladba Mašín Gun). Tomu autor podřizuje a ladí dynamiku, s jejíž pomocí odměřuje plasticitu díla. Prostorovost v hudebním myšlení autora má dvojí charakter – Chaloupka prostor komponuje, zároveň prostorový aspekt interguje i v provedeních (Eva a Lilith jako opera-instalace; echo efekty). Významným prvkem orchestrálního jazyka je organizace ve větších celcích vyvažovaná pečlivým řešením detailů, které mohou mít pro celek zásadní význam. Skladby zapsané grafickými partiturami tento vztah celku a detailu aktivně zkoumají.
Vyjadřovací prostředky Františka Chaloupky lze označit za postmoderní, jak v rovině konceptu, tak výrazu. Autor však není eklektikem, z kontrastů a rozličných abstraktních principů sestavuje barevná pásma s občasnými názvuky jejich východisek.